# Wolfgang Stegmüller
 (novembre 2018).
Si vous disposez d'ouvrages ou d'articles de référence ou si vous connaissez des sites web de qualité traitant du thème abordé ici, merci de compléter l'article en donnant les références utiles à sa vérifiabilité et en les liant à la section « Notes et références ».
Wolfgang Stegmüller (né le 3 juin 1923 à Natters, Autriche et mort le 11 juin 1991 à Munich) est un philosophe allemand et autrichien, dont les principales contributions ont porté sur la philosophie analytique et la théorie de la connaissance.